# Žďas
ŽĎAS, a.s. je česká strojírenská společnost sídlící ve Žďáru nad Sázavou. Výroba byla zahájena 27. srpna 1951.
Výrobní program společnosti ŽĎAS, a.s. je zaměřen na tvářecí stroje, zařízení pro volné kování, zařízení na zpracování šrotu, hydraulické lisy, zařízení na zpracování válcovaných výrobků, zařízení pro rovnání materiálu, inspekční a rovnací linky pro úpravu tyčí a kusové dodávky pro válcovny. Společnost se specializuje také na výrobu odlitků od 200 do 50 000 kg, výkovků od 20 do 9 000 kg, ingotů od 500 do 20 000 kg a modelů nebo lisovacích nástrojů především z oblasti automobilového průmyslu.